# بانک یوسی‌او
بانک یوسی‌او (انگلیسی: UCO Bank) شرکت دولتی خدمات مالی و بانکداری هندی است، که در سال ۱۹۴۳ تأسیس شد.